# 国立重度知的障害者総合施設のぞみの園
独立行政法人国立重度知的障害者総合施設のぞみの園（こくりつじゅうどちてきしょうがいしゃそうごうしせつのぞみのその、Independent Administrative Institution National Center for Presons with Severe Intellectual Disabilities, Nozominosono）は、厚生労働省所管の独立行政法人。

## 概要
- 所在：群馬県高崎市寺尾町2120-2
- 理事長：深代敬久

### 総合施設のぞみの園
- 利用者数：入所438名、通所36名（2007年9月1日現在）[1]
  - 利用者の出身地：42都道府県255市区町村におよんでいる。
- 主な提供サービス（2007年9月1日現在）[1]
  - 施設入所支援
  - 生活介護
  - 自立訓練（生活訓練）
  - 短期入所事業 - 群馬県知事指定
  - 相談支援 - 群馬県知事指定
  - 日中一時支援事業（地域生活支援事業のその他の事業） - 高崎市より受託

### 調査研究事業
のぞみの園は知的障害者への支援技術等を研究、調査している。2006年（平成18年）度は以下の研究を行なった。
- 知的障害者の地域移行を困難にする二次的障害とその対策に関する研究（平成16-18年度厚生労働科学研究費補助金の対象）
- 知的障害のある人の地域生活移行支援過程における満足感の把握

上記の他、過去の調査研究結果がのぞみの園ホームページで公開されている。

### 養成研修事業
前項の事業の成果を踏まえて、知的障害者を支援する業務に従事している者（日本全国が対象）を対象に、専門的かつ体系的な養成研修事業を実施している。

## 沿革
- 1971年1月11日 -特殊法人 心身障害者福祉協会設立
- 1971年4月1日 - 「国立コロニーのぞみの園」の開園
- 2003年10月1日 - 独立行政法人化。
- 2006年10月1日 - のぞみの園が障害者自立支援法の本施行に伴って新事業体系に移行。

## 参考資料
1. 1 2 3 4  障害保健福祉関係主管課長会議（2007年9月18日）資料3